# Niech żyje czcigodna pani!
Niech żyje czcigodna pani! (wł. Lunga vita alla signora!) – włoski film z 1987 roku w reżyserii Ermanno Olmiego.